# Южный поселковый совет (Нижегородская область)
Южный поселковый совет, Южный поссовет — упразднённая в 1979 году административно-территориальная единица в Кстовском районе Нижегородской области России.
Административный центр — пос. Южный.

## История
Южный поселковый Совет депутатов трудящихся Кстовского района Горьковской области создан решением Областного Совета депутатов трудящихся от 21.12.1959 года в связи с образованием пос. Южный из посёлков Новогорьковского нефтеперерабатывающего завода, Новогорьковской ТЭЦ, стройтреста № 5 «Нефтезаводстрой», а также нефтеперекачивающей станции, пропарочного поезда и ж.-д. станции Зелецино.
На основании решения Кстовского горисполкома № 509 от 2 августа 1979 года Южный поселковый Совет был ликвидирован, в связи с включением пос. Южный в черту города Кстово.

## Инфраструктура
На территории поссовета находились: фабрика-кухня, магазин № 11 ОРСа НГ НПЗ, школа № 3, сестринский пункт при СУ-5, врачебные здравпункты, фельдшерско-акушерский пункт, НГ НПЗ, Новогорьковская ТЭЦ.

## Состав
Селений в подчинении не имел.